# Dodendorf

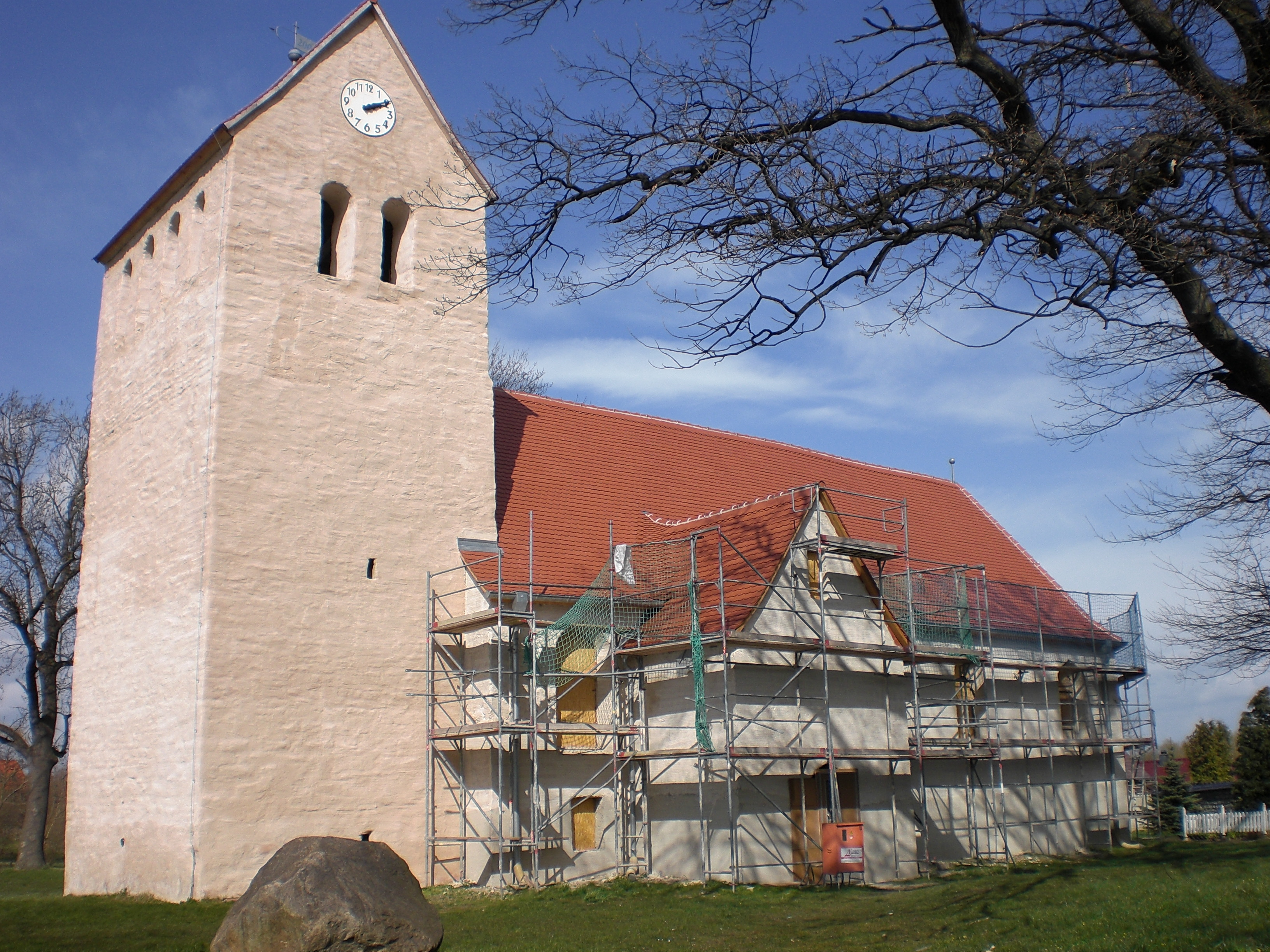
St. Christophorus in Dodendorf während der Bauarbeiten im März 2008

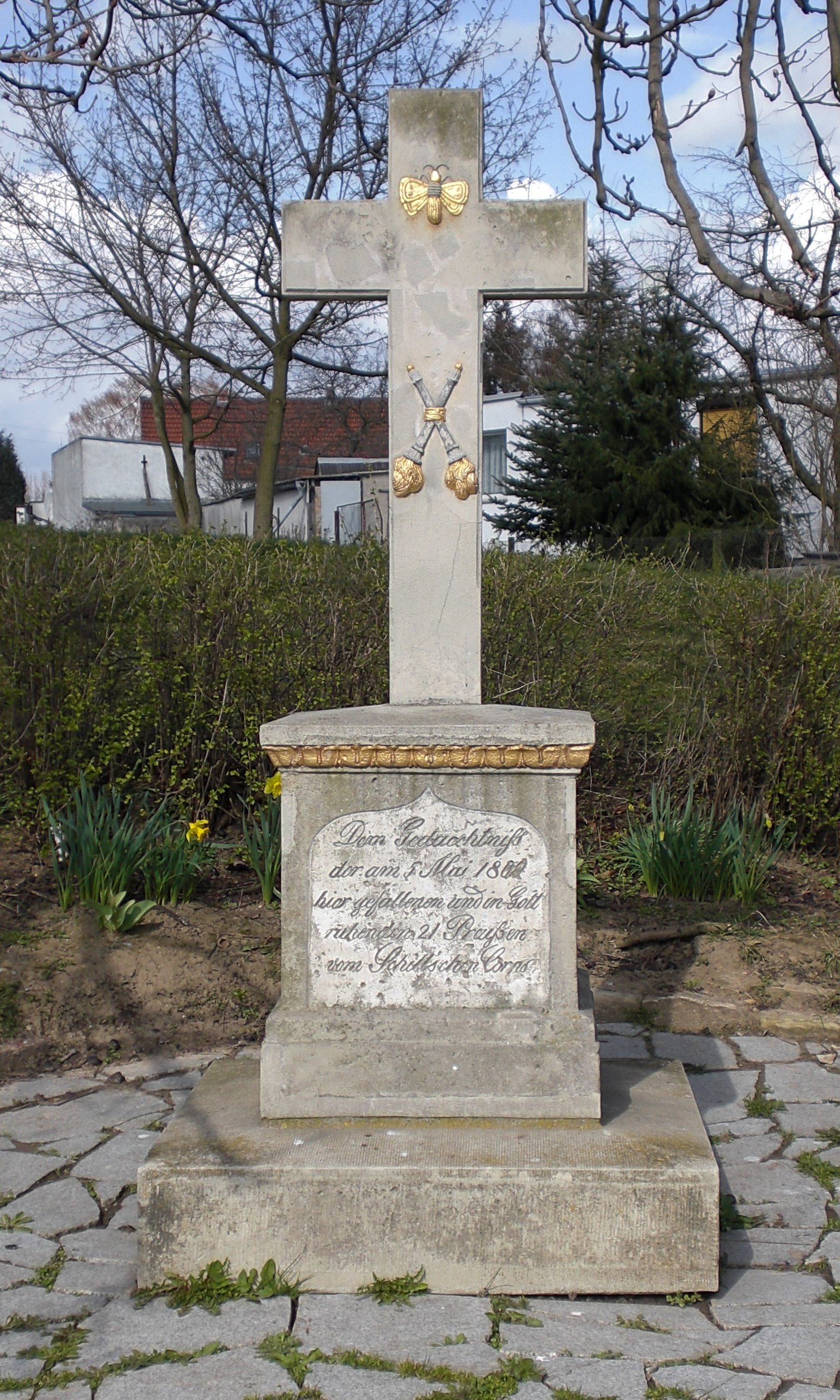
Schill-Denkmal

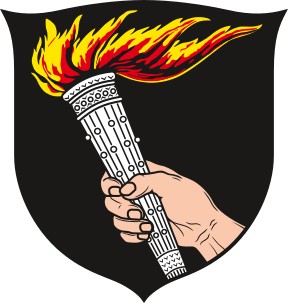
Wappen von Dodendorf

Dodendorf ist ein Ortsteil der Einheitsgemeinde Sülzetal im Landkreis Börde in Sachsen-Anhalt.

## Geografie
Dodendorf liegt südlich von Magdeburg in der Magdeburger Börde.

## Geschichte
Die erste urkundliche Erwähnung erfolgte 978 als Duthontorp. Das ursprünglich dem Bistum Fulda gehörende Dorf wurde auf Bitten der Mutter von Kaiser Otto II. dem Magdeburger Mauritiuskloster geschenkt. Im Jahr 1460 wurde die Dodendorfer Kirchgemeinde von Osterweddingen gelöst.
Während des Dreißigjährigen Kriegs kam es in Dodendorf zu Verwüstungen. 1625 wütete die Pest im Ort. 1760 ereignete sich ein Großbrand, bei dem auch alle Kirchenbilder der St.-Christophorus-Kirche zerstört wurden.
Am 5. Mai 1809 ereignete sich das Gefecht bei Dodendorf. Zwischen preußischen Husaren unter Ferdinand von Schill einerseits und französischen und westfälischen Truppen andererseits, die sich in deutlicher Übermacht befanden. Das Gefecht wurde ohne Entscheidung abgebrochen, gilt jedoch als Beginn des Freiheitskampfes gegen die napoleonische Fremdherrschaft. Schill wurde in der deutschen Geschichte als moralischer Sieger gewertet.
Bereits 1843 erfolgte der Anschluss des Ortes an die Eisenbahn. Dodendorf entwickelte sich vom Bauerndorf zum Industriearbeiterdorf, behielt jedoch seine ländliche Prägung. Im Jahr 2001 erfolgte die Vereinigung mit mehreren Nachbardörfern zur Gemeinde Sülzetal.

## Politik

### Wappen
Das Wappen wurde am 19. August 1938 durch den Oberpräsidenten der Provinz Sachsen verliehen.
Blasonierung: „Im schwarzen Felde eine Hand, die eine brennende silberne Fackel vorwärtsträgt.“
Das Wappen ist ein geschichtliches Symbol: Ferdinand von Schill, der am 5. Mai 1809 die westfälischen Truppen bei Dodendorf schlug, entzündet durch seinen Zug die Fackel der Freiheit in der tiefen Nacht der Fremdherrschaft.
Das Wappen wurde von dem in Osterweddingen lebenden Grafiker Willy Kluge gestaltet.

## Sehenswürdigkeiten
- Die evangelische St.-Christophorus-Kirche geht auf eine romanische Kirche zurück, von der noch der Turm erhalten ist.

- Das Schill-Denkmal erinnert an die Schlacht bei Dodendorf von 1809.

## Verkehr
Der Bahnhof Dodendorf liegt an der Strecke Magdeburg–Halberstadt–Thale. Hier halten alle ein bis zwei Stunden Regionalbahnen von Magdeburg nach Oschersleben. Der nächstgelegene Fernbahnhof ist Magdeburg Hauptbahnhof.

## Persönlichkeiten

### Söhne und Töchter der Gemeinde
- Johann Andreas Fabricius (1696–1769), Pädagoge.
- Friedrich Aue (1896–1944), kommunistischer Widerstandskämpfer gegen den Nationalsozialismus.

### Personen, die in Dodendorf wirkten
- Johann Christoph Friedrich Baumgarten (1773–1847), Pädagoge und Schulbuchautor, war von 1797 bis 1803 Lehrer und Rektor in Dodendorf tätig.
- Klaus Thiede (1939 – 2016), Bildhauer